# Horst Appel
Horst Appel (* 6. März 1955) ist ein ehemaliger deutscher Gewichtheber. Er gewann bei Welt- und Europameisterschaften mehrere Medaillen.

## Werdegang
Horst Appel stammt aus Heiligenrode bei Kassel. Als Jugendlicher begann er zunächst mit Turnen, wechselte aber bald später zum Gewichtheben. Dazu wurde er Mitglied des PSV Phönix Kassel. Er erlernte in Kassel den Beruf eines Fernmeldetechnikers. Im Laufe seiner Karriere war er auch noch Mitglied des KSV Langen und des AC Soest.
Seine Erfolge begannen im Jahre 1972, als er im Zweikampf im Leichtgewicht mit 292,5 kg hinter Klaus Groh, AC Mutterstadt, deutscher Vizemeister bei den Junioren und mit 295 kg hinter Karl-Heinz Radschinsky, ASV Neumarkt, deutscher Vizemeister bei der A-Jugend (bis 18. Lebensjahr) wurde. 1973 wurde er mit 245 kg (107,5–137,5) dann deutscher A-Jugendmeister in der Gewichtsklasse bis 75 kg Körpergewicht. Im gleichen Jahr belegte er bei der deutschen Junioren-Meisterschaft im Mittelgewicht mit 252,5 kg hinter Norbert Bergmann, PSV Oberhausen, 270 kg u. Karl-Heinz Radschinsky, 260 kg, den 3. Platz.
1974 steigerte er sich bei den deutschen Junioren-Meisterschaften im Leichtschwergewicht schon auf 300 kg (132,5–167,5), womit er vor Rainer Herr aus Donaueschingen, 287,5 kg, gewann. Bei den Senioren belegte er in diesem Jahr mit 290 kg (130–160) im Leichtschwergewicht den 5. Platz. In den Jahren 1975 und 1976 stagnierte Horst Appel verletzungs- und krankheitsbedingt. Seine Bestleistungen in diesen Jahren waren 300 kg (130–170) im Jahre 1975 und 305 kg (130–175) im Jahre 1976. Seinem Verein, dem PSV Phönix Kassel verhalf er 1975 zum Gewinn der deutschen Mannschaftsmeisterschaft.
Ab 1977 ging es bei Horst Appel leistungsmäßig wieder aufwärts. Er belegte in diesem Jahr bei der deutschen Meisterschaft im Leichtschwergewicht mit 307,5 kg (135–172,5) hinter Klaus Groh, 325 kg u. Hans Schmidt, Donaueschingen, 312,5 kg, den 3. Platz und wurde bei der Welt- und Europameisterschaft 1977 in Stuttgart im Mittelschwergewicht eingesetzt. Mit 325 kg (142,5–182,5) belegte er dabei bei der Weltmeisterschaft den 7. und bei der Europameisterschaft den 6. Platz.
1978 wurde er im Leichtschwergewicht mit 312,5 kg (137,5–175) hinter Hans Schmidt, 320 kg, deutscher Vizemeister. Bei der Europameisterschaft 1978 in Havířov steigerte er sich auf 330 kg (145–185) und kam damit im Leichtschwergewicht auf den 5. Platz. Den gleichen Platz belegte er auch bei der Weltmeisterschaft dieses Jahres in Gettysburg mit einer Leistung von wiederum 330 kg (147,5–182,5). 1979 wurde er mit 330 kg (140–190) bei den deutschen Meisterschaften Dritter hinter Klaus Groh, 337,5 kg u. Norbert Bergmann, 335 kg. Beim EG-Pokalturnier in Kassel gelang ihm dann erstmals ein Sieg bei einer internationalen Veranstaltung. Er hob dort im Leichtschwergewicht 332,5 kg (145–187,5), mit denen er vor Klaus Groh, 330 kg, gewann.
Im Olympiajahr 1980 wurde er im Leichtschwergewicht mit 345 kg (150–195) erstmals deutscher Meister vor Norbert Bergmann, 337,5 kg u. Klaus Groh, 335 kg. Bei der Europameisterschaft 1980 in Belgrad kam er im Leichtschwergewicht auf 342,5 kg (150–192,5) und belegte damit hinter dem überragenden Jurik Wardanjan, UdSSR, 367,5 kg und Detlef Blasche aus der DDR, 345 kg, den 3. Platz. Außerdem gewann er auch im Stoßen mit 192,5 kg eine EM-Bronzemedaille. An den Olympischen Spielen 1980 in Moskau konnte er wegen des Boykotts dieser Spiele durch die Bundesrepublik Deutschland nicht teilnehmen.
1981 wurde Horst Appel erneut deutscher Meister, diesmal aber im Mittelschwergewicht. Seine Leistung war dabei 340 kg (145–195) im Zweikampf, mit denen er aufgrund des leichteren Körpergewichts vor Gerd Kennel, Hostenbach, gewann, der ebenfalls 340 kg (150–190) erzielte. Nach dieser deutschen Meisterschaft erkrankte er wieder und konnte bei den internationalen Meisterschaften nicht eingesetzt werden.
Wiedergenesen folgte 1982 der dritte Titelgewinn bei einer deutschen Meisterschaft. Er gewann in diesem Jahr mit 347,5 kg (152,5–195) im Mittelschwergewicht wieder vor Gerd Kennel, der mit einer Leistung von 347,5 kg (155–192,5) erneut nur wegen des schwereren Körpergewichts hinter ihm blieb. Bei der Welt- und Europameisterschaft 1982 in Ljubljana erreichte Horst Appel im Mittelschwergewicht 345 kg (150–195) und kam damit im Zweikampf jeweils auf den 5. Platz. Mit seiner Leistung im Stoßen von 195 kg gewann er aber jeweils die Bronzemedaille. Sieger bei dieser Meisterschaft wurde Assen Slatew aus Bulgarien mit 400 kg vor dem fast gleichwertigen Alexander Perwi, UdSSR.
1983 gewann Horst Appel bei der EG-Meisterschaft in Kopenhagen im Mittelschwergewicht mit 347,5 kg (147,5–200), erkrankte aber danach wieder und konnte bei der deutschen und bei der Welt- und Europameisterschaft nicht mehr an den Start gehen.
Durch diese Erkrankung, zu der sich auch noch eine Wirbelverletzung gesellte, schien die Laufbahn von Horst Appel endgültig beendet zu sein. Er kam jedoch wieder auf die Beine, startete aber nur mehr bei Mannschaftskämpfen für seinen Verein, den KSV Langen und ab 1987 für den AC Soest, den er in diesem Jahr zum Gewinn der deutschen Mannschaftsmeisterschaft führte. Seine Leistungen lagen in den Jahren 1986/87 im Leichtschwergewicht bei 330 kg im Zweikampf.
Seit dem Ende seiner Gewichtheberlaufbahn betreibt Horst Appel in Niestetal ein Sport- und Fitness-Center.

## Internationale Erfolge
| Jahr | Platz | Wettbewerb                              | Gewichtsklasse | |
| 1974 | 4.    | Donau-Pokal der Junioren in Miskolc     | Leichtschwer   | mit 257,5 kg; Sieger: Antalovics, Ungarn, 297,5 kg |
| 1977 | 2.    | EG-Pokalturnier in Constable            | Leichtschwer   | mit 310 kg (140–170), hinter Klaus Groh, BRD, 322,5 kg                                                                                                  |
| 1977 | 7.    | WM- und EM (6.) in Stuttgart            | Mittelschwer   | mit 325 kg (142,5–182,5); Sieger: Serhej Poltorazkyj, UdSSR, 375 kg vor Rolf Milser, BRD, 370 kg                                                        |
| 1977 | 2.    | Baltic-Cup in Stralsund                 | Leichtschwer   | mit 320 kg (140–180), hinter Peter Wenzel, DDR, 330 kg                                                                                                  |
| 1978 | 1.    | EG-Pokalturnier in Lille                | Leichtschwer   | mit 302,5 kg (130–172,5), vor Meneguzzo, Italien, 302,5 kg                                                                                              |
| 1978 | 5.    | EM in Havířov                           | Leichtschwer   | mit 330 kg (145–185); Sieger: Jurik Wardanjan, UdSSR, 372,5 kg vor Péter Baczakó, Ungarn, 357,5 kg                                                      |
| 1978 | 4.    | WM in Gettysburg                        | Leichtschwer   | mit 330 kg (147,5–182,5); Sieger: Jurik Wardanjan, 377,5 kg vor Peter Baczako, 352,5 kg                                                                 |
| 1979 | 1.    | EG-Pokalturnier in Kassel               | Leichtschwer   | mit 332,5 kg (145–187,5), vor Klaus Groh, BRD, 330 kg                                                                                                   |
| 1980 | 1.    | Baltic-Cup in Bollnäs/Schweden          | Leichtschwer   | mit 337,5 kg (145–192,5), vor Lisowski, Polen, 332,5 kg                                                                                                 |
| 1980 | 3.    | EM in Belgrad                           | Leichtschwer   | mit 342,5 kg (150–192,5), hinter Jurik Wardanjan, 367,5 kg u. Detlef Blasche, DDR, 345 kg                                                               |
| 1982 | 1.    | EG-Meisterschaft in Lommel/Belgien      | Leichtschwer   | mit 340 kg (150–190), vor Newton Burrows, Großbritannien, 340 kg                                                                                        |
| 1982 | 5.    | WM- u. EM (5.) in Ljubljana             | Leichtschwer   | mit 345 kg (150–195), hinter Assen Slatew, Bulgarien, 400 kg, Alexander Perwi, UdSSR, 392,5 kg, Mandzak, Ungarn, 350 kg u. Alchimowicz, Polen, 347,5 kg |
| 1983 | 1.    | EG-Meisterschaft in Kopenhagen          | Mittelschwer   | mit 347,5 kg (147,5–200), vor Dusan Poliacik, BRD, 340 kg                                                                                               |
| 1983 | 2.    | Donau-Pokalturnier in Bistrița/Rumänien | Mittelschwer   | mit 352,5 kg (155–197,5), hinter Vasile Groapa, Rumänien, 370 kg                                                                                        |
| 1983 | 1.    | Hapoel-Spiele in Tel Aviv               | Mittelschwer   | mit 347,5 kg (152,5–195), vor Michael Cohen, USA, 347,5 kg                                                                                              |
| 1983 | 2.    | Baltic-Cup in Rostock                   | Mittelschwer   | mit 350 kg (155–195), hinter Hubertus Ducke, DDR, 377,5 kg                                                                                              |

## WM + EM-Einzelmedaillen
- WM-Bronzemedaille: 1982/Stoßen
- EM-Bronzemedaillen: 1980/Stoßen – 1982/Stoßen

## Deutsche Meisterschaften
| Jahr | Platz | Altersgruppe | Gewichtsklasse | Ergebnis                                                                                                  |
| 1972 | 2.    | Junioren     | Leicht         | mit 295 kg, hinter Karl-Heinz Radschinsky, Neumarkt, 315 kg                                               |
| 1972 | 2.    | A-Jugend     | Leicht         | mit 292,5 kg, hinter Klaus Groh (Gewichtheber), Mutterstadt, 325 kg                                       |
| 1973 | 1.    | A-Jugend     | Mittel         | mit 245 kg, vor Dieter Negwer, Wuppertal, 215 kg                                                          |
| 1973 | 3.    | Junioren     | Mittel         | mit 252,5 kg, hinter Norbert Bergmann, Oberhausen, 270 kg u. Karl-Heinz Radschinsky, 260 kg               |
| 1974 | 5.    | Senioren     | Leichtschwer   | mit 290 kg (130–160); Sieger: Wolfgang Kneißl, Fellbach, 297,5 kg vor Karl-Heinz Schütz, Weinheim, 295 kg |
| 1974 | 1.    | Junioren     | Leichtschwer   | mit 300 kg (132,5–167,5), vor Rainer Herr, Donaueschingen, 287,5 kg                                       |
| 1976 | unpl. | Senioren     | Leichtschwer   | e Fehlversuche im Reißen                                                                                  |
| 1977 | 3.    | Senioren     | Leichtschwer   | mit 307,5 (135–172,5), hinter Klaus Groh, 325 kg u. Hans Schmidt, Donaueschingen, 312,5 kg                |
| 1978 | 2.    | Senioren     | Leichtschwer   | mit 312,5 kg (137,5–175), hinter Hans Schmidt, 320 kg, vor Gerd Kennel, Hostenbach, 302,5 kg              |
| 1979 | 3.    | Senioren     | Leichtschwer   | mit 330 kg (140–190), hinter Klaus Groh, 337,5 kg u. Norbert Bergmann, 335 kg                             |
| 1980 | 1.    | Senioren     | Leichtschwer   | mit 345 kg (150–195), vor Norbert Bergmann, 337,5 kg u. Klaus Groh, 335 kg                                |
| 1981 | 1.    | Senioren     | Mittelschwer   | mit 340 kg (145–195), vor Gerd Kennel, 340 kg                                                             |
| 1982 | 1.    | Senioren     | Mittelschwer   | mit 347,5 kg (152,5–195), vor Gerd Kennel, 347,5 kg (155–192,5) u. Peter Immesberger, St. Illgen 317,5 kg |

## Erläuterungen
- alle Wettkämpfe im Zweikampf, bestehend aus Reißen und Stoßen,
- WM = Weltmeisterschaft,
- EM = Europameisterschaft,
- Leichtgewicht, damals bis 67,5, Mittelgewicht, bis 75 kg, Leichtschwergewicht, bis 82,5 kg u. Mittelschwergewicht, bis 90 kg Körpergewicht